# دانشگاه خوارزمی
دانشگاه خوارزمی با نام سابق دانشگاه تربیت معلم یکی از دانشگاه‌های دولتی ایران و وابسته به وزارت علوم است که به‌نام محمد بن موسی خوارزمی دانشمند ایرانی قرن سوم هجری، نامگذاری شده است. این دانشگاه در زمان تأسیس در سال ۱۲۹۸ خورشیدی در تهران، بنا گردیده،سپس چندین بار تغییر نام داده و بعدها پردیسی در کرج به آن افزوده شده است. در حال حاضر، دانشگاه خوارزمی در رشته‌های مختلف علوم پایه، علوم انسانی، علوم تربیتی و فنی و مهندسی در مقاطع مختلف از کارشناسی تا دکتری دانشجو می‌پذیرد. دانشگاه خوارزمی، نخستین مؤسسه سازمان یافته آموزش عالی در ایران است که بیش از یک قرن از تأسیس آن می‌گذرد. همچنین اولین دانشگاه اختصاصی برای تربیت معلم در ایران بوده که در حال حاضر، این امر به دانشگاه فرهنگیان، واگذار شده است. نام این دانشگاه در دوران پهلوی اول در سال ۱۳۱۲، از دارالمعلمین عالی به دانشسرای عالی و در سال ۱۳۵۳ (خورشیدی) به دانشگاه تربیت معلم تغییر کرد. تغییر نام این دانشگاه به دانشگاه خوارزمی در سال‌های ۱۳۸۱ و ۱۳۸۲ در شورای گسترش آموزش عالی وزارت علوم، تحقیقات و فناوری به تصویب رسید اما به دلیل عدم تصویب در شورای عالی انقلاب فرهنگی، این تغییر نام تا اواخر سال ۱۳۹۰، اجرایی نشد.
طبق رتبه‌بندی تایمز در سال‌های ۲۰۱۹، ۲۰۲۰ و ۲۰۲۱ میلادی، دانشکدهٔ فنی و مهندسی دانشگاه خوارزمی در رتبه ۶۰۱–۸۰۰ جای گرفت. این دانشگاه در بخش درآمد از صنعت در بین دانشگاه‌های ایران، رتبه دهم را کسب کرد.

## تاریخچه

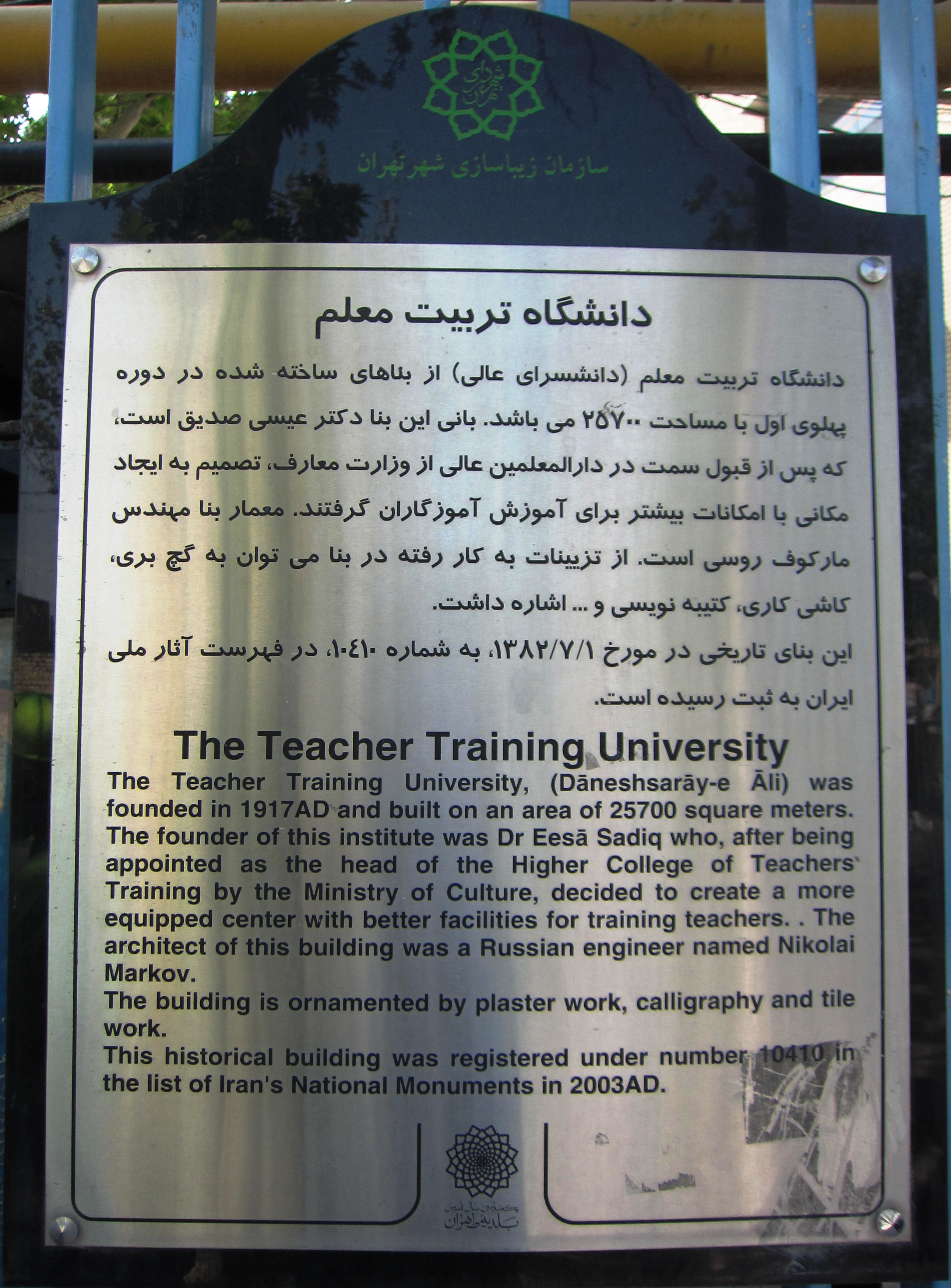
لوح نصب شده بر سردر دانشگاه در تهران که در آن مختصری از تاریخچهٔ دانشگاه آمده است. دانشگاه تربیت معلم (دانشسرای عالی) از بناهای ساخته شده در دوره پهلوی اول با مساحت ۲۵۷۰۰ متر می‌باشد. بانی این بنا دکتر عیسی صدیق است که پس از قبول سمت در دارالمعلمین عالی از وزارت معارف تصمیم به ایجاد مکانی با امکانات بیشتر برای آموزش آموزگاران گرفتند. معمار بنام مهندس مارکوف روسی است. از تزیینات به کار رفته در برنامه می‌توان به گچ بری، کاشی کاری، کتیبه نویسی و … اشاره کرد.
این بنای تاریخی در مورخ اول مهر ۱۳۸۲ به شماره ۱۰۴۱۰ در فهرست آثار ملی ایران به ثبت رسیده است.

از نظر اداری، تاریخچه دانشگاه را می‌توان به اختصار در قالب مراحل زیر بیان کرد.
- تأسیس «دارالمعلمین مرکزی» در سال ۱۲۹۷ هجری شمسی به‌منظور تربیت معلم برای مدارس ابتدایی در زمان وزارت میرزا احمد خان بدر (نصیرالدوله). محل آن در ساختمان وزارت فرهنگ واقع در تخت زمرد و ریاست آن به مدت ده سال به عهده میرزا ابوالحسن خان فروغی بود و نظارت (نظامت) آن را اسماعیل مرآت که بعدها به مقام وزارت رسید به‌عهده داشت. این مرکز در ابتدا دارای دو کلاس بود، یکی برای تربیت معلمان مدارس ابتدایی و یکی برای تربیت دبیر دبیرستان‌ها. استادان مهم آن عبارت بودند از: عباس اقبال آشتیانی، غلامحسین رهنما، فاضل تونی، عبدالعظیم قریب، علی‌اکبر سیاسی، حبیب‌الله ذوالفنون، عیسی صدیق، بدیع‌الزمان فروزانفر، مصورالسلطان نقاش، دکتر رضازاده شفق و دکتر محمد خوانساری. این مرکز یک دبستان ضمیمه داشت که در آنجا معلمان آینده، کسب تجربه می‌کردند.[۱۰] از جمله اولین محصلان دارالمعلمین می‌توان به سید فخرالدین شادمان، دکتر خانبابا خان صدری، محمود نجم‌آبادی، حسینعلی بهرامی، سید اسدالله سپهر بهبهانی، مهندس محمود خلیلی، مهدی‌خان امید، نصرت‌الله باستان و برادران عنایت (حمید، محمود، علی و جلال) اشاره کرد.[۱۱]
- تبدیل دارالمعلمین مرکزی به «دارالمعلمین عالی» در مهرماه ۱۳۰۷ هجری خورشیدی به همراه تغییر اهداف و اساسنامه در نتیجه افزایش نیاز به معلمان مقاطع مختلف. این تغییر در زمان وزیر معارف وقت میرزا یحیی قراگوزلو (اعتماد الدوله) صورت گرفت.
- تصویب قانونی در خصوص اصلاح اساسنامه و کمک به دارالمعلمین عالی و استخدام فارغ‌التحصیلان آن توسط مجلس شورای ملی در ۲۱ آذر ماه ۱۳۰۸، و در نتیجه، تقسیم دارالمعلمین عالی به دو قسمت علمی (رشته‌های طبیعی، ریاضی، فیزیک و شیمی) و ادبی (رشته‌های فلسفه و ادبیات فارسی، تاریخ و جغرافیا) تقسیم شد.
- استخدام چند معلم فرانسوی توسط دارالمعلمین و انتقال آن به خیابان شاهپور (وحدت اسلامی) در نتیجه افزایش دانشجو و کمبود فضا.
- انتصاب دکتر عیسی صدیق از طریق وزارت معارف به ریاست دارالمعلمین در فروردین ۱۳۱۱ و انتقال آن به ساختمان نگارستان در تیر ماه همان سال.
- تغییر نام از دارالمعلمین عالی به «دانشسرای عالی» در سال ۱۳۱۲ خورشیدی.
- افزایش رشته‌های تحصیلی با استخدام استادان ایرانی دانش‌آموخته خارج. به کلیه دانشجویان شغل دبیری آموزش داده می‌شد و آزمایشگاه‌های فیزیک، شیمی، طبیعی، روان‌شناسی و علوم تربیتی تأسیس گردیدند.
- پس از تأسیس دانشگاه تهران در سال ۱۳۱۳، بخش ادبی دانشسرای عالی تبدیل به دانشکده ادبیات و بخش علمی تبدیل به دانشکده علوم دانشگاه تهران گردید و دانشسرا استقلال خود را از دست داد؛ و تنها به پذیرش دانشجویانی که داوطلب دبیری بودند پرداخت.
- استقلال مجدد دانشسرای عالی از دانشگاه تهران با تصویب قوه مقننه در تاریخ ۱۷ آذر ۱۳۳۸.
- اجاره ساختمانی در جادهٔ قدیم شمیران، و استقرار دانشسرا در آن و تأسیس چاپخانه.
- انحلال دانشسرای عالی در ۳۱ مرداد ۱۳۴۲ خورشیدی توسط هیئت وزیران و ایجاد سازمان تربیت معلم و تحقیقات تربیتی به جای آن.
- تبدیل مجدد سازمان تربیت معلم به دانشسرای عالی پس از ایجاد وزارت علوم و آموزش عالی در سال ۱۳۴۶ و قرار گرفتن دانشسرا زیر نظر این وزارتخانه.
- تغییر نام دانشسرا به «دانشگاه تربیت معلم» با تصویب شورای گسترش آموزش عالی در سال ۱۳۵۳ و اداره آن به صورت هیئت امنایی. پس از تبدیل شدن به دانشگاه، دانشسرای عالی در شهرهای زاهدان، سنندج و یزد تأسیس گردیدند، مدرسه‌های علوم اراک و کاشان تحت پوشش دانشگاه قرار گرفتند و همچنین شعبه‌های دانشگاه در شهرهای سبزوار و تبریز در سالهای ۱۳۶۶ و ۱۳۶۷ تأسیس شدند.
- با تصویب شورای گسترش آموزش عالی در سال ۱۳۶۹ تمام واحدهای وابسته و شعبه‌های دانشگاه از آن منفک و مستقل شدند.
- در بهمن ۱۳۹۰ این دانشگاه، از «دانشگاه تربیت معلم» رسماً به «دانشگاه خوارزمی» تغییر نام یافت.
- در اسفند ۱۳۹۳ با مصوبه شورای گسترش آموزش عالی، دانشگاه علوم اقتصادی در دانشگاه خوارزمی ادغام شد.

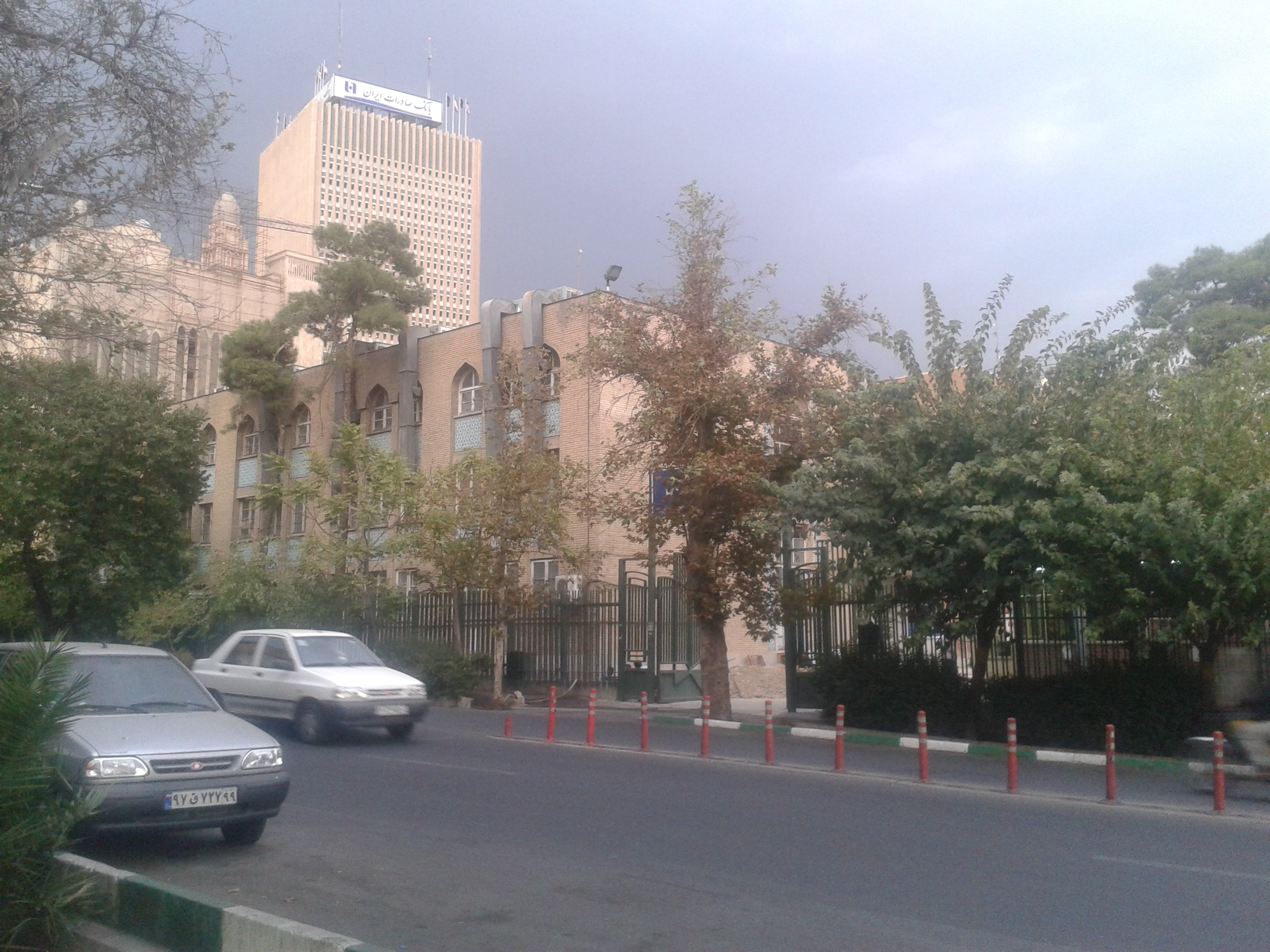
ساختمان سابق دانشکده فنی و مهندسی دانشگاه خوارزمی (تهران)

از نظر علمی، این دانشگاه نخست زیر نظر کارشناسان فرانسوی قرار داشت. اما از سال ۱۹۷۳ تا زمان انقلاب سال ۱۳۵۷، زیر نظر دانشگاه کالیفرنیا در لس آنجلس (معروف به UCLA) قرار گرفت.
| تاریخچهٔ نام‌های دانشگاه                                |                   |
| رویداد                                                | تاریخ             |
| ----------------------------------------------------- | ----------------- |
| دارالمعلمین مرکزی                                     | ۱۲۹۷–۱۲۹۸ خورشیدی |
| دارالمعلمین عالی                                      | ۱۳۰۷              |
| دانشسرای عالی                                         | ۱۳۱۲              |
| وحدت دانشسرای عالی با دانشگاه تهران                   | ۱۳۱۳              |
| دانشسرای عالی یک واحد دانشگاهی مستقل در دانشگاه تهران | ۱۳۳۴              |
| استقلال دانشسرای عالی                                 | ۱۳۳۸              |
| سازمان تربیت معلم و تحقیقات تربیتی                    | ۱۳۴۲              |
| دانشسرای عالی                                         | ۱۳۴۶              |
| دانشگاه تربیت معلم                                    | ۱۳۵۳              |
| دانشگاه خوارزمی                                       | ۱۳۹۰              |

## پردیس‌ها
دانشگاه دارای دو پردیس است.

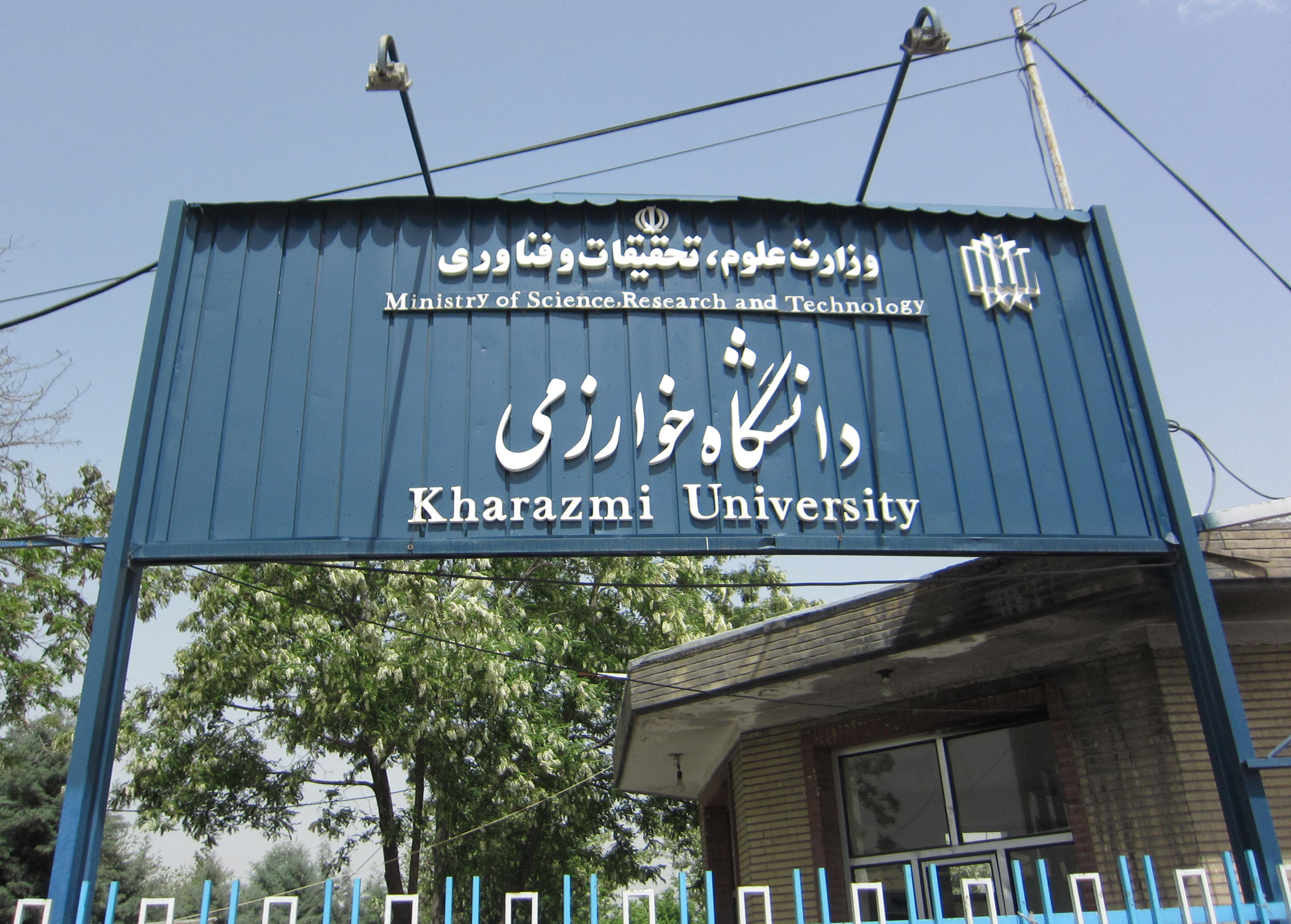
سردر جنوبی دانشگاه در حصارک کرج

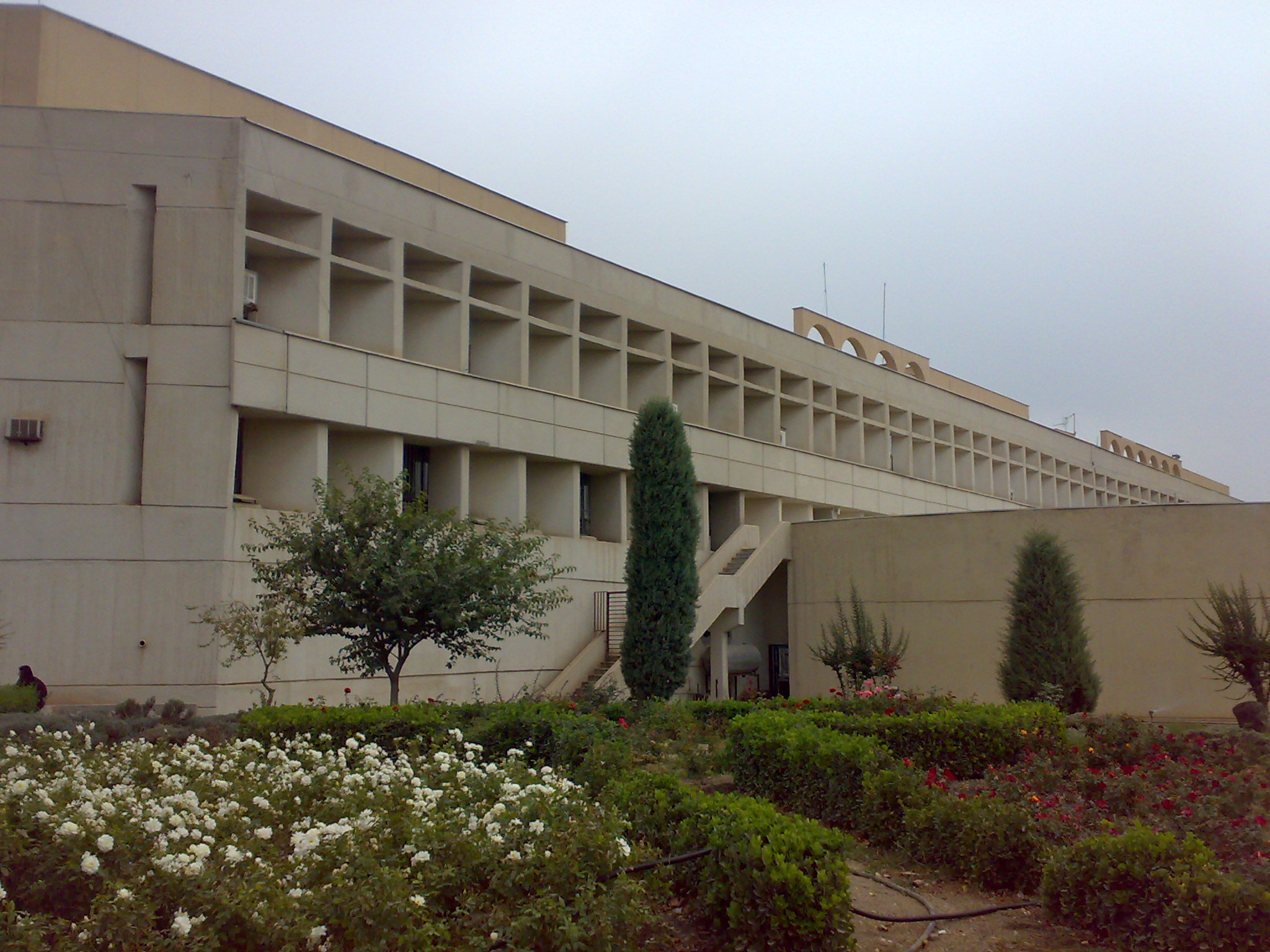
دانشکده فنی و مهندسی دانشگاه خوارزمی - کرج

- پردیس تهران واقع در مرکز تهران خیابان شهید مفتح جنوبی (ایستگاه دروازه دولت خط ۴ و ایستگاه طالقانی خط ۱ مترو تهران) با مساحت ۲ هکتار که ساختمان آن (ساختمان کتابخانه مرکزی کنونی) براساس طرح مهندسی نیکلای مارکف روسی‌تبار ساخته شده است.[۵][۹]
- پردیس کرج با مساحت ۲۷۰ هکتار در منطقه حصارک (منتهی‌الیه غربی شهر کرج) که عملیات احداث آن از سال ۱۳۵۵ آغاز شد. این پردیس دارای منازل سازمانی استادان و کارکنان، ۲۳ بلوک خوابگاه دانشجویی، استخر سرپوشیده، مجتمع ورزشی، ساختمان مرکزی، ساختمان دانشکده‌هاست. کلنگ احداث کتابخانه مرکزی و سالن همایشهای دانشگاه نیز در این پردیس در بهمن ۱۳۸۷ زده شد.[۵]

فعالیت‌های اداری و آموزشی و پژوهشی دانشگاه در هر دو پردیس تهران و کرج انجام می‌شود.
موزه دانشگاه خوارزمی
دراردیبهشت ماه سال ۱۴۰۱ و همزمان با روز جهانی موزه‌ها، موزه دانشگاه خوارزمی در ساختمان میراثی این دانشگاه در پردیس تهران باهمت دکتر افسانه کامران و تعدادی از دانشجویان و همکاران دانشگاهی راه اندازی شد. نگارخانه، کلاس موزه، گنجینه اشیاء، اتاق مفاخر و همچنین گنجینه اسناد دانشگاه مورد بهره‌برداری قرار گرفت. هرچند سالنهای اصلی موزه به دلیل نداشتن بودجه کافی همچنان خالی باقی مانده است. در اردیبهشت ۱۴۰۲ موزه دانشگاه به عنوان یکی از زیرمجموعه‌های کتابخانه مرکزی و مرکز اسناد دانشگاه ضمیمه شد.

## دانشکده‌ها

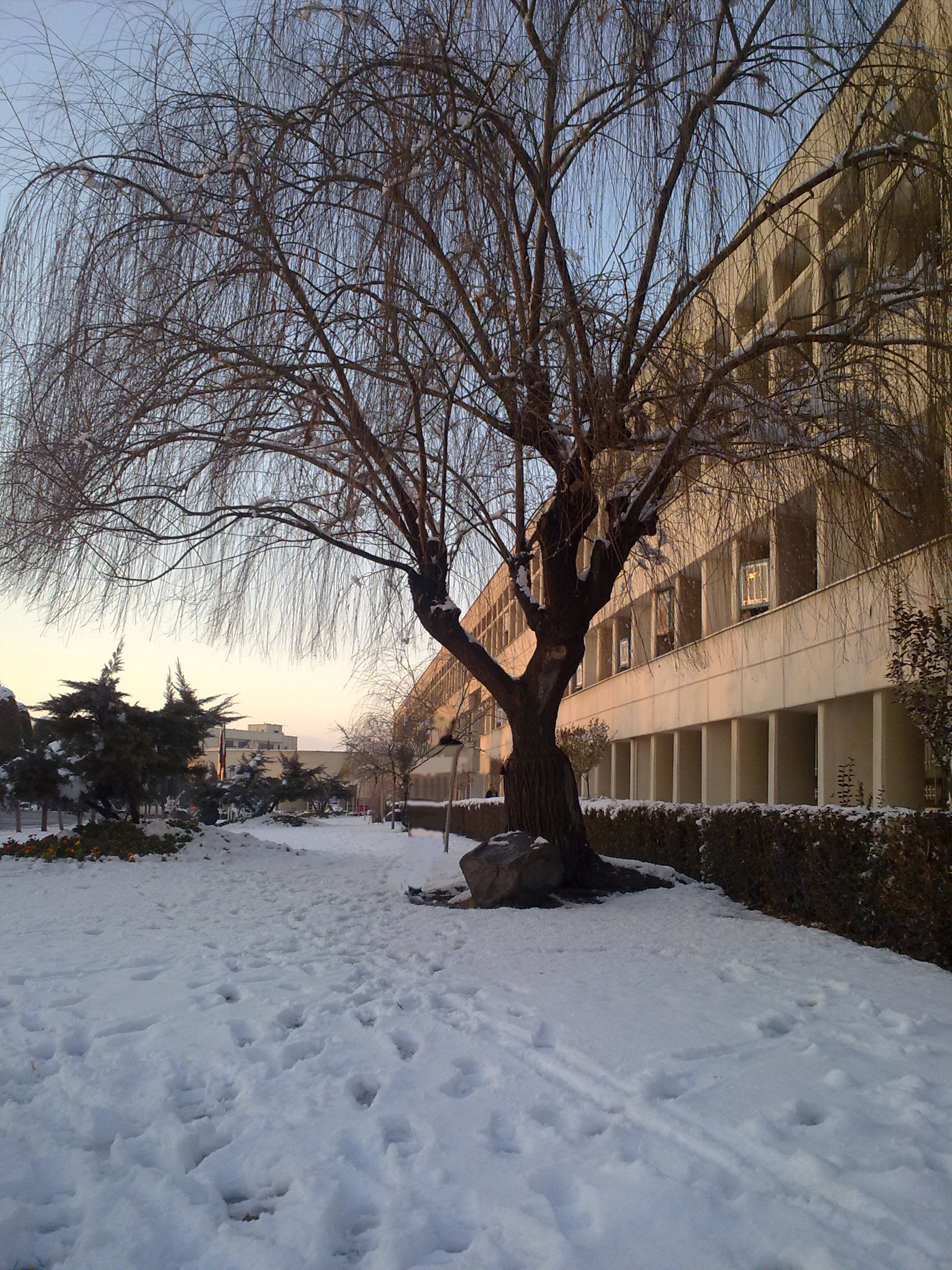

این دانشگاه دارای ۱۵ دانشکده با رشته‌های مختلف می‌باشد. دانشکده‌های آن عبارتند از:
- دانشکده علوم جغرافیایی، این دانشکده در سال ۱۳۸۹ تأسیس شد و دارای ۴ گروه آموزشی و 40عضو هیئت علمی شامل ۳ استاد، ۱۰ استادیار، ۴ دانشیار و ۳ مربی با ۷۱۴ دانشجو در سه مقطع کارشناسی، کارشناسی ارشد و دکتری فعالیت دارد.
- دانشکده فنی - مهندسی، دانشکده فنی و مهندسی دانشکده فنی و مهندسی دانشگاه خوارزمی در سال ۱۳۸۲ به منظور تربیت مهندسان توانمند و خلاق با استفاده از بالاترین استانداردهای آموزشی و پژوهشی جهت آماده‌سازی آنان برای ارائه خدمات حرفهای مرتبط با تخصص و با ادامه تحصیل تا مقطع دکتری تأسیس شده است. در حال حاضر این دانشکده با چهار گروه آموزشی مهندسی برق و کامپیوتر، مهندسی عمران، مهندسی صنایع و مهندسی مکانیک، در مقاطع کارشناسی، کارشناسی ارشد و دکتری فعالیت دارد. در حال حاضر این دانشکده از جمله دانشکده‌های معتبر و قوی فنی و مهندسی در سطح کشور است و با داشتن ۶۳ عضو هیئت علمی مجرب، ۷۴۲ دانشجوی کارشناسی، ۸۱۲ دانشجوی کارشناسی ارشد در ۵ رشته و ۱۹ گرایش و ۸۲ دانشجوی دکتری در دو رشته و سه گرایش با امکانات و تجهیزات کارگاهی، آزمایشگاهی و تحقیقاتی قابل ملاحظه، اهداف خود را پیگیری می‌کند. ساختمان جدید دانشکده فنی و مهندسی با حدود ۹۰۰۰ متر مربع زیر بنا در حال احداث می‌باشد و بزودی به بهره‌برداری خواهد رسید.
- گروه مهندسی عمران
- گروه آموزشی مهندسی عمران دانشکده فنی و مهندسی دانشگاه خوارزمی، به عنوان اولین گروه آموزشی دانشکده، از سال ۱۳۸۲ با راه اندازی دوره کارشناسی ارشد در گرایش مهندسی ژئوتکنیک، فعالیت خود را آغاز نمود. در حال حاضر این گروه در هفت گرایش ژئوتکنیک، سازه، محیط زیست، زلزله، آب و سازه‌های هیدرولیکی، راه و ترابری، مهندسی و مدیریت ساخت دانشجوی کارشناسی ارشد می‌پذیرد. همچنین این گروه از مهر ماه ۱۳۸۸ از طریق کنکور سراسری در مقطع کارشناسی رشته مهندسی عمران– عمران و از مهرماه ۱۳۹۲ در مقطع دکتری دو گرایش سازه و ژئوتکنیک دانشجو پذیرفت. این گروه در حال حاضر بیش از ۴۴ نفر در مقطع دکتری، ۲۷۳ نفر دانشجو در مقطع کارشناسی ارشد و ۱۸۸ نفر در مقطع کارشناسی دارد. آزمایشگاه‌های این گروه دارای امکانات تحقیقاتی مورد نیاز جهت انجام پژوهشهای کاربردی در گرایشهای مختلف رشته مهندسی عمران است.

آزمایشگاه‌های گروه مهندسی عمران: آزمایشگاه مکانیک خاک وپی آزمایشگاه تکنولوژی بتن آزمایشگاه مقاومت مصالح آزمایشگاه هیدرولیک و محیط زیست آزمایشگاه راه و ترابری برنامه‌های آتی گروه مهندسی عمران راهاندازی دوره دکتری مهندسی محیط زیست و زلزله راه اندازی مجله تخصصی سازه‌ها و زیر ساختهای عمرانی محورهای تخصصی گروه مهندسی عمران طراحی سازه‌های خاص و بلند مطالعات بهسازی لرزه ای سازه‌ها تقویت و بهسازی اجزای غیر سازه ای طراحی سیستم سازه‌های صنعتی مطالعات بهینه‌سازی سازه‌ها پایش سالمت و آسیب یابی سازه‌ها ارزیابی آسیب‌پذیری لرزه ای و مقاوم‌سازی سازه‌ها مطالعات پهنه پندی لرزه‌ای طراحی سازه‌ها در مقابل بارهای دینامیکی خاص) انفجار و …(بهینه‌سازی لرزه‌ای سازه‌ها مطالعات آزمایشگاهی مهندسی ژئوتکنیک مطالعات بهسازی لرزه ای وتقویت خاکها زیرپهنه بنده ای لرزه ای و مطالعات ژئوتکنیک لرزه ای طراحی سازه‌های خاکی) تونل، سد خاکی و …(مطالعات و ارائه راهکار برای گودبرداری‌های عمیق و درون‌شهری طراحی انواع شالوده‌ها و پی‌های عمیق انجام مطالعات زیست‌محیطی، تصفیه آب، هوا و رفع آلودگی خاکها مدیریت آلودگیهای خطرناک مدلسازی و مدیریت کیفیت آب فناوریهای نوین زیست‌محیطی کاربرد ضایعات صنعتی در تکنولوژی بتن مطالعات طرح هندسی راه‌ها مطالعات مهندسی حمل و نقل و ترافیک طراحی بهینه زیرسازی و روسازی راه‌ها برگزاری کالسها و دوره‌های آموزشی مطالعات امکان‌سنجی و مدیریت پروژه‌های عمرانی
گروه مهندسی صنایع
گروه آموزشی مهندسی صنایع دانشکده فنی و مهندسی دانشگاه خوارزمی در سال ۱۳۸۵ با توجه به گستردگی موضوعات این رشته در زمینهٔ ارائهٔ خدمات به واحدهای خدماتی، سازمان‌ها و صنایع با اخذ مجوز از وزارت علوم، تحقیقات و فناوری، در مقطع کارشناسی ارشد در گرایش‌های مهندسی صنایع- صنایع و مدیریت سیستم و بهره‌وری در جهت پرورش استعدادهای جوان و مدیران این مرز و بوم آغاز به کار نمود. در حال حاضر این گروه در چهار گرایش بهینه‌سازی سیستم‌ها، مهندسی لجستیک و زنجیرهٔ تأمین، مدیریت مهندسی و مهندسی سیستم‌های اقتصادی اجتماعی در مقطع کارشناسی‌ارشد دانشجو می‌پذیرد. همچنین این گروه در مهرماه ۱۳۸۸ از طریق کنکور سراسری در مقطع کارشناسی رشته مهندسی صنایع و از مهرماه ۱۳۹۲ در مقطع دکتری دانشجو پذیرفت. این گروه در حال حاضر در مقطع کارشناسی ۱۸۸ نفر، کارشناسی ارشد ۳۱۹ نفر و دکتری ۳۸ نفر دانشجو دارد. این گروه در تاریخ ۵ و ۶ بهمن ماه ۱۳۹۴ دوازدهمین کنفرانس بین‌المللی مهندسی صنایع را برگزار نمود. این گروه همچنین نشریهٔ علمی and Supply of Journal International (IJSOM (Management Operations را منتشر می‌کند.
آزمایشگاه‌های گروه مهندسی صنایع کارگاه ماشین ابزار کارگاه جوشکاری برنامه‌های آتی گروه مهندسی‌صنایع راه اندازی دکتری مهندسی صنایع -گرایش لجستیک و زنجیره تأمین راه‌اندازی کارشناسی‌ارشد مهندسی صنایع -گرایش سیستم‌های سالمت راه اندازی کارشناسی ارشد مهندسی صنایع - گرایش کیفیت و بهره‌وری راه اندازی کارشناسی ارشد مهندسی صنایع –گرایش مدیریت پروژه محورهای تخصصی گروه مهندسی صنایع طراحی سیستم‌های ارزیابی و انتخاب مدیریان، ارزیابی عملکرد برنامه‌ریزی استراتژیک، سازمان‌دهی و رهبری در سازمان سیستم‌های مدیریت مهندسی مجدد فرآیندهای سازمان سیستم‌های مدیریت کیفیت و بهره‌وری، مهندسی کیفیت مدیریت دانش مهندسی ارزش مسؤولیت اجتماعی شرکت‌ها و توسعهٔ پایدار مدیریت زنجیرهٔ تأمین برنامه‌ریزی و کنترل تولید و موجودی‌ها زمان‌بندی و توالی عملیات مدیریت پروژه، انتخاب و زمان‌بندی پروژه هوش محاسباتی و توسعه الگوریتم‌های دقیق، ابتکاری و فرا ابتکاری سیستم‌های پشتیبان تصمیم داده‌کاوی در صنایع و مدل‌سازی داده‌محور شبیه‌سازی سیستم‌های پیچیده تصمیم‌سازی در شرایط عدم قطعیت مهندسی مالی، مدیریت مالی و ریسک مالی مدیریت دارائی‌های فیزیکی، برنامه‌ریزی نگهداری و تعمیرات، قابلیت اطمینان روش‌های نوین تولید تدوین طرح‌های توجیهی و مطالعات امکان‌سنجی مدل‌سازی سیستم‌های سالمت
گروه مهندسی برق و کامپیوتر
گروه آموزشی مهندسی کامپیوتر از سال ۱۳۷۴ با پذیرش دانشجو در رشته مهندسی کامپیوتر (نرم‌افزار) فعالیت خود را آغاز نمود. پس از تأسیس دانشکدة فنی و مهندسی در سال ۱۳۸۶ از دانشکدة ریاضی جدا شده و فعالیت خود را در دانشکده فنی و مهندسی ادامه داد. در حال حاضر این گروه با نام مهندسی برق و کامپیوتر علاوه بر کارشناسی مهندسی کامپیوتر گرایش نرم‌افزار، در مقطع کارشناسی ارشد مهندسی کامپیوتر در دو گرایش هوش مصنوعی و معماری سیستم‌های کامپیوتری، و نیز در کارشناسی ارشد رشته برق گرایش کنترل دانشجو می‌پذیرد. این گروه در حال حاضر بیش از ۱۵۶ دانشجو در مقطع کارشناسی ارشد و ۲۲۰ نفر در مقطع کارشناسی دارد. آزمایشگاه‌های این گروه دارای امکانات تحقیقاتی مورد نیاز جهت انجام پژوهشهای کاربردی در گرایشهای مختلف رشته مهندسی برق و کامپیوتر است. آزمایشگاه‌های گروه مهندسی برق و کامپیوتر آزمایشگاه تحقیقاتی شبکه‌های عصبی و کنترل آزمایشگاه تحقیقاتی داده کاوی آزمایشگاه مدارهای الکتریکی و الکترونیکی آزمایشگاه مدارمنطقی و معماری و ریزپردازنده آزمایشگاه تحقیقاتی شبکه‌های کامپیوتری برنامه‌های آتی گروه مهندسی برق و کامپیوتر راه‌اندازی گرایش‌های مهندسی برق و الکترونیک و مهندسی کامپیوتر- گرایش‌های معماری سیستم‌های کامپیوتری و رایانش امن در مقطع کارشناسی راه‌اندازی دوره کارشناسی‌ارشد مهندسی برق - مخابرات، کارشناسی‌ارشد علوم کامپیوتر-داده‌کاوی و کارشناسی ارشد مهندسی کامپیوتر-نرم‌افزار راه‌اندازی گرایش‌های علوم شناختی در مقطع کارشناسی ارشد و دکتری و هوش مصنوعی در مقطع دکتری محورهای تخصصی گروه مهندسی برق و کامپیوتر تولید نرم‌افزار شبکه‌های کامپیوتری شبکه‌های بیسیم امنیت شبکه طراحی سیستم‌های پردازش تصویر و ویدئو طراحی و تحلیل سیستم‌های کنترل مدل‌سازی سیستم‌های صنعتی، اقتصادی و مالی پردازش پیشرفته اطلاعات و داده‌کاوی و اکتشاف دانش بازیابی تصاویر دیجیتال فشرده‌سازی متن و تصویر بازشناسی اسناد شناسایی فعالیت‌های انسان طراحی سیستم‌های تحمل‌پذیر در برابر خطا گروه
مهندسی مکانیک
گروه آموزشی مهندسی مکانیک دانشکدهٔ فنی و مهندسی دانشگاه خوارزمی، به عنوان جوان‌ترین گروه آموزشی دانشکده، از سال ۱۳۹۱ با راه‌اندازی دورهٔ کارشناسی‌ارشد در گرایش مهندسی طراحی کاربردی فعالیت خود را آغاز نمود. همچنین این گروه از مهرماه ۱۳۹۳ از طریق کنکور سراسری در مقطع کارشناسی رشته مهندسی مکانیک دانشجو پذیرفت. این گروه در حال حاضر بیش از ۱۴۶ دانشجو در مقطع کارشناسی و ۶۴ دانشجو در مقطع کارشناسی ارشد دارد. آزمایشگاه‌های این گروه دارای امکانات تحقیقاتی مورد نیاز جهت انجام پژوهش‌های کاربردی در گرایش‌های مختلف رشتهٔ مهندسی مکانیک است. آزمایشگاه‌های گروه مهندسی مکانیک آزمایشگاه تحقیقاتی رباتیک آزمایشگاه تحقیقاتی ارتعاشات آزمایشگاه دینامیک ماشین و ارتعاشات آزمایشگاه سیالات آزمایشگاه ترمودینامیک کارگاه اتومکانیک برنامه‌های آتی گروه مهندسی مکانیک راه‌اندازی گرایش‌های مهندسی مکانیک در مقطع دکتری راه اندازی گرایش تبدیل انرژی در مقطع ارشد راه اندازی گرایش مکاترونیک در مقطع ارشد محورهای تخصصی گروه مهندسی مکانیک طراحی و تحلیل روتور دوار، دینامیک و ارتعاشات پهپاد، ارتعاشات اتفاقی در سیستم‌های صنعتی تحلیل ارتعاشات دستگاه حفاری نفت، طراحی و تحلیل بخش مکانیکی میکروسنسورها و میکروعملگرها مکانیک شکست، تحلیل تنش سازه‌ها، بررسی نفوذ، انفجار و ضربه کنترل و بهینه‌سازی سیستم‌های دینامیکی، رباتیک، دینامیک خودرو تعمیر، تقویت و مقاوم‌سازی سازه‌ها با استفاده از مواد کامپوزیت، طراحی و ساخت سپرهای ضد گلوله، طراحی و ساخت سازه‌های پیشرفته طراحی مخازن تحت فشار- تأسیسات گرمایی، تهویهٔ مطبوع کاهش مصرف انرژی در ساختمان، بهینه‌سازی سیستمهای انرژی- طراحی موتور سایت کامپیوتر سایت دانشکده فنی و مهندسی دانشگاه خوارزمی از سال ۱۳۸۸ راه اندازی شده است؛ که در حال حاضر متشکل از سه بخش می‌باشد.  سایت کارشناسی ارشد و دکتری)۱۶ سیستم( سایت کارشناسی)۲۰ سیستم( کارگاه آموزشی سایت)۲۰ سیستم
- دانشکده علوم پایه، تأسیس ۱۳۵۳، شامل گروه‌های آموزشی زمین‌شناسی، زیست‌شناسی، و فیزیک. (گروه‌های این دانشکده اکنون به دانشکده مستقل تبدیل شده‌اند).
- دانشکده علوم ریاضی و کامپیوتر، تأسیس ۱۳۷۶، شامل گروه‌های آموزشی گرایش‌های رشته ریاضی (محض، کاربردی و دبیری) و علوم کامپیوتر.
- دانشکده روان‌شناسی و علوم تربیتی، تأسیس ۱۳۱۲، شامل هشت گروه آموزشی: روان‌شناسی عمومی، روان‌شناسی تربیتی، روان‌شناسی بالینی، راهنمایی و مشاوره، کتابداری و اطلاع‌رسانی (علم اطلاعات و دانش‌شناسی)، تکنولوژی آموزشی، برنامه‌ریزی درسی و آموزشی، فلسفه تعلیم و تربیت.
- دانشکده ادبیات و علوم انسانی، تأسیس ۱۳۱۳، شامل هشت گروه آموزشی تاریخ، دین و فلسفه، زبان و ادبیات فارسی، زبانهای خارجی، زبان و ادبیات عرب، جامعه‌شناسی، و معارف اسلامی.
- دانشکده حقوق و علوم سیاسی، تأسیس ۱۳۸۰، دارای پنج گروه آموزشی: حقوق خصوصی، حقوق جزا و جرم شناسی، حقوق بین‌الملل، علوم سیاسی و روابط بین‌الملل.
- دانشکده تربیت بدنی و علوم ورزشی، تأسیس ۱۳۵۱.
- دانشکده شیمی
- دانشکده علوم زیستی، تأسیس ۱۳۸۹
- دانشکده علوم فیزیک، تأسیس ۱۳۹۲
- دانشکده علوم زمین، تأسیس ۱۳۹۲
- دانشکده مدیریت، (دانشکده مدیریت دانشگاه علوم اقتصادی که در پایان سال ۱۳۹۲ با دانشگاه خوارزمی ادغام شد)
- دانشکده علوم مالی، (دانشکده علوم مالی دانشگاه علوم اقتصادی که در پایان سال ۱۳۹۲ با دانشگاه خوارزمی ادغام شد)
- دانشکده اقتصاد (دانشکده اقتصاد دانشگاه علوم اقتصادی که در پایان سال ۱۳۹۲ با دانشگاه خوارزمی ادغام شد)
- دانشکده هنر و معماری، تأسیس ۱۳۹۵. در این سال دانشکده هنر با دو رشته معماری و شهرسازی در مقطع کارشناسی آغاز به کار کرد و در سال ۱۳۹۹ رشته هنرهای چندرسانه ای نیز به این دانشکده افزوده شد. محل این دانشکده در پردیس تهران (خیابان مفتح جنوبی) است.

دانشگاه همچنین دارای چهار پژوهشکده به شرح زیر است:
- پژوهشکده پلاسما
- پژوهشکده علوم کاربردی، تأسیس ۱۳۸۴.
- پژوهشکده علوم حرکتی، تأسیس ۱۳۸۵.
- پژوهشکده فلسفه و حقوق تطبیقی، تأسیس ۱۳۸۶

دانشگاه چهار مؤسسه پژوهشی و دو قطب علمی نیز داراست:
- مؤسسه تحقیقات ریاضی دکتر مصاحب تأسیس ۱۳۴۵ توسط دکتر غلامحسین مصاحب
- مؤسسه تحقیقات تربیتی
- موسسه زبان‌های خارجی
- مؤسسه پژوهشی زبان و ادبیات فارسی بهار
- قطب علمی تحلیل فضایی مخاطرات محیطی
- قطب علمی روان‌شناسی استرس، تأسیس ۱۳۸۴

یکی از بخش‌های تازه تأسیس دانشگاه که از سال ۱۳۹۵ با همکاری دانشکده علوم زمین دانشگاه در مرکز رشد دانشگاه خوارزمی ایجاد شده مؤسسه گوهرشناسی کیپا می‌باشد که در زمینه گوهرشناسی و شهاب سنگ‌شناسی فعال می‌باشد.

## مفاخر

پروین اعتصامی در کنار محمدرضا شاه پهلوی در کتابخانه دانشسرای عالی

تاکنون هفت تن از استادان دانشگاه خوارزمی به عنوان چهره‌های ماندگار علمی کشور، برگزیده شده‌اند که عبارتند از:
- دکتر جعفر شعار، رشته ادبیات فارسی، ۱۳۸۰
- دکتر علی شریعتمداری، رشته روان‌شناسی و علوم تربیتی، ۱۳۸۱.
- دکتر احمد مجد (زیست‌شناس)، در رشته زیست‌شناسی، ۱۳۸۳.
- آیت‌الله سیدمحمد موسوی بجنوردی، رشته فقه و حقوق، ۱۳۸۴.
- دکتر شهربانو عریان، رشته زیست‌شناسی، ۱۳۸۴ و نیز پژوهشگر برتر زن در سال ۱۳۸۴.
- دکتر شکوه نوابی‌نژاد، رشته مشاوره، ۱۳۸۷.
- دکتر علیرضا مدقالچی، رشته ریاضی گرایش آنالیز، ۱۳۸۹.

از میان مفاخر تاریخ دانشگاه می‌توان به افراد زیر اشاره کرد:
- پروین اعتصامی، وی پس از نوروز ۱۳۱۵ خورشیدی یعنی در زمان ریاست دکتر عیسی صدیق بر دانشسرای عالی، به عنوان مدیر کتابخانه دانشسرای عالی مدتی در سالهای ۱۳۱۵ و ۱۳۱۶ به فعالیت پرداخت و نظم و ترتیب کتابخانه در زمان مدیریت وی زبانزد دانشجویان و استادان بود. گفته می‌شود پروین بر پشت جلد برخی کتابها اظهار نظرهایی می‌نوشت که شاید هنوز باقی باشد. البته آن کتاب‌ها به کتابخانه ادبیات دانشگاه تهران منتقل شده‌اند.[۱۴]
- محمد علی رجایی، دومین رئیس‌جمهور ایران، دانش‌آموخته دانشسرای عالی
- حسن آیت، نائب رئیس دوم و عضو هیئت رئیسه مجلس خبرگان قانون اساسی در سال ۱۳۵۸، نماینده مردم تهران در دوره اول مجلس شورای اسلامی و عضو شورای مرکزی حزب جمهوری اسلامی، دانش‌آموخته دانشسرای عالی
- سید علی اکبر پرورش، قرآن پژوه و مفسر قرآن، عضو مجلس خبرگان قانون اساسی در سال ۱۳۵۸، کاندیدای دوره‌های دوم و سوم انتخابات ریاست جمهوری در سال ۱۳۶۰، وزیر آموزش و پرورش از سال ۱۳۶۰ تا ۱۳۶۳، نماینده ادوار اول، سوم و چهارم مجلس شورای اسلامی، نائب رئیس مجلس شورای اسلامی در ادوار اول و چهارم، دانش‌آموخته دانشسرای عالی
- عبدالعظیم قریب، مؤلف نخستین دستور زبان فارسی به شکل نوین و امروزی، استاد ادبیات فارسی دارالمعلمین و دانشسرای عالی
- غلامحسین مصاحب، مؤلف دائرةالمعارف فارسی معروف به «دائرةالمعارف مصاحب» در سه جلد، استاد ریاضیات دانشسرای عالی و بنیان‌گذار مؤسسه تحقیقات ریاضی دکتر مصاحب
- جلال آل احمد، نویسنده و ادیب معاصر، دانش‌آموخته دانشسرای عالی و مدرس ادبیات فارسی در دانشسرا
- محمد حنیف، نویسنده و منتقد معاصر، دانش‌آموخته دانشگاه تربیت معلم تهران

## رؤسای دانشگاه
رؤسای دانشگاه خوارزمی پس از انقلاب
| نام                   | نوع حکم | تاریخ حکم       |
| --------------------- | ------- | --------------- |
| جعفر شعاریان ستاری    | رئیس    | ۱۳۵۸            |
| طاهر قاسمی            | رئیس    | ۱۰ شهریور ۱۳۶۰  |
| اسماعیل اوینی         | رئیس    | ۱۶ دی ۱۳۶۰      |
| محمدحسن بیژن زاده     | رئیس    | ۵ دی ۱۳۶۱       |
| احمد صادقی اردستانی   | رئیس    | ۴ مرداد ۱۳۶۲    |
| ابراهیم اسرافیلیان    | رئیس    | ۲۲ شهریور ۱۳۶۲  |
| کریم زارع             | رئیس    | ۱۴ مرداد ۱۳۶۳   |
| حسن مهدیان            | سرپرست  | ۱ اردیبهشت ۱۳۶۵ |
| حسن مهدیان            | رئیس    | ۱۳ مرداد ۱۳۶۵   |
| اسماعیل اوینی         | رئیس    | ۹ اردیبهشت ۱۳۶۸ |
| علی شیخ الاسلامی      | رئیس    | ۲ دی ۱۳۶۸       |
| علیرضا مدقالچی        | سرپرست  | ۴ بهمن ۱۳۷۲     |
| علیرضا مدقالچی        | رئیس    | ۱ خرداد ۱۳۷۳    |
| سید کاظم اکرمی        | سرپرست  | ۳۱ شهریور ۱۳۷۶  |
| سید کاظم اکرمی        | رئیس    | ۱۶ اسفند ۱۳۷۶   |
| عباس بهرام            | سرپرست  | ۲ مهر ۱۳۸۰      |
| محمدعلی برخورداری     | سرپرست  | ۳۰ تیر ۱۳۸۱     |
| محمدعلی برخورداری     | رئیس    | ۴ مهر ۱۳۸۱      |
| عبدالجواد طاهری‌زاده   | رئیس    | ۲۸ شهریور ۱۳۸۵  |
| زهرا بیگم حجازی‌زاده   | سرپرست  | بهمن ۱۳۸۸       |
| زهرا بیگم حجازی زاده  | رئیس    | مرداد ۱۳۹۰      |
| محمدعلی سبحان‌اللهی    | سرپرست  | ۲۴ دی ۱۳۹۲      |
| محمدعلی سبحان‌اللهی    | رئیس    | اسفند ۱۳۹۴      |
| عبدالرحیم نوه ابراهیم | سرپرست  | ۲۷ اسفند ۱۳۹۶   |
| عزیزالله حبیبی        | سرپرست  | ۲۳ تیر ۱۳۹۷     |
| عزیزالله حبیبی        | رئیس    | پاییز ۱۳۹۷      |
| علی حسن بیگی          | سرپرست  | ۲۷ تیر ۱۴۰۱     |
| علی حسن بیگی          | رئیس    | ۲۶ بهمن ۱۴۰۱    |
| بیژن عبداللهی         | سرپرست  | ۱۸ شهریور ۱۴۰۳  |

## نگارخانه

نشان گرامیداشت نودمین سال تأسیس دانشگاه خوارزمی
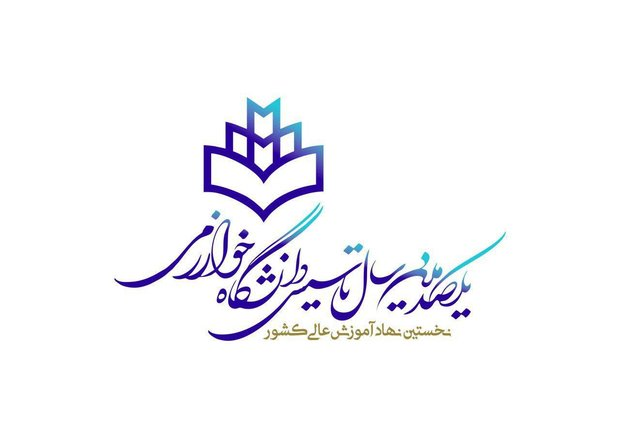
نشان گرامیداشت یکصدمین سال تأسیس دانشگاه خوارزمی